# Garalo
Garalo è un comune rurale del Mali facente parte del circondario di Bougouni, nella regione di Sikasso.
Il comune è composto da 30 nuclei abitati:
- Banko
- Dialakoro
- Djine
- Fara
- Farabale Zena
- Foulalaba
- Garalo
- Golobala
- Kerekoumana
- Kodiougou
- Kotie
- Koura
- N'Gouako
- Nagnola
- Ngouana

- Ouenasokoro
- Paniala
- Sena
- Sienre
- Sienrou
- Sirakole
- Sirankourou
- Sirantjila
- Sola Bougouda
- Solaba
- Soronakolobe
- Tabakorole
- Tanhala
- Tiekoumala
- Tienko